# 平衡树
平衡树是计算机科学中的一类数据结构，为改进的二叉查找树。一般的二叉查找树的查询复杂度取决于目标结点到树根的距离（即深度），因此当结点的深度普遍较大时，查询的均摊复杂度会上升。为了实现更高效的查询，产生了平衡树。

不平衡的树结构

在这里，平衡指所有叶子的深度趋于平衡，更广义的是指在树上所有可能查找的均摊复杂度偏低。

平衡的树结构

## 基本操作
旋转（rotate）：几乎所有平衡树的操作都基于树旋转操作（也有部分基于重构，如替罪羊树），通过旋转操作可以使得树趋于平衡。对一棵查找树（search tree）进行查询、新增、删除等动作，所花的时间与树的高度h成比例，并不与树的容量n成比例。如果可以让树维持平衡，也就是让h维持在{\displaystyle O(\log {n})}的左右，就可以在{\displaystyle O(\log {n})}的复杂度内完成各种基本操作。
插入（insert）：在树中插入一个新值。
删除（delete）：在树中删除一个值。
查询前驱（predecessor）：前驱定义为小于x，且最大的数。
查询后继（successor）：后继定义为大于x，且最小的数。
在维护节点大小（size）后，可以支持以下操作：
查询排名（rank）：排名定义为比x小的数的个数加一。
查询第k大：即排名为k的数。

## 各种平衡树
- AVL树：是最早被发明的自平衡二叉查找树。在AVL树中，任一节点对应的两棵子树的最大高度差为1，因此它也被称为高度平衡树。查找、插入和删除在平均和最坏情况下的时间复杂度都是{\displaystyle O(\log {n})}。增加和删除元素的操作则可能需要借由一次或多次树旋转，以实现树的重新平衡。AVL树得名于它的发明者G. M. Adelson-Velsky和Evgenii Landis，他们在1962年的论文An algorithm for the organization of information 中公开了这一数据结构。 节点的平衡因子是它的左子树的高度减去它的右子树的高度（有时相反）。带有平衡因子1、0或 -1的节点被认为是平衡的。带有平衡因子 -2或2的节点被认为是不平衡的，并需要重新平衡这个树。平衡因子可以直接存储在每个节点中，或从可能存储在节点中的子树高度计算出来。
- 树堆（Treap）：是有一个随机附加域满足堆的性质的二叉搜索树，其结构相当于以随机数据插入的二叉搜索树。其基本操作的期望时间复杂度为{\displaystyle O(\log {n})}。相对于其他的平衡二叉搜索树，Treap的特点是实现简单，且能基本实现随机平衡的结构。
- 伸展树（Splay tree）：能在均摊{\displaystyle O(\log {n})}的时间内完成基于伸展（Splay）操作的插入、查找、修改和删除操作。它是由丹尼尔·斯立特（Daniel Sleator）和罗伯特·塔扬在1985年发明的。在伸展树上的一般操作都基于伸展操作：假设想要对一个二叉查找树执行一系列的查找操作，为了使整个查找时间更小，被查频率高的那些条目就应当经常处于靠近树根的位置。于是想到设计一个简单方法，在每次查找之后对树进行调整，把被查找的条目搬移到离树根近一些的地方。伸展树应运而生。伸展树是一种自调整形式的二叉查找树，它会沿着从某个节点到树根之间的路径，通过一系列的旋转把这个节点搬移到树根去。 它的优势在于不需要记录用于平衡树的冗余信息。
- 红黑树 （Red–black tree）：在1972年由鲁道夫·贝尔发明，被称为"对称二叉B树"，它现代的名字源于Leo J. Guibas和Robert Sedgewick于1978年写的一篇论文。红黑树的结构复杂，但它的操作有着良好的最坏情况运行时间，并且在实践中高效：它可以在{\displaystyle O(\log {n})}时间内完成查找，插入和删除，这里的n是树中元素的数目。
- 加权平衡树（Weight balanced tree）：加权平衡树的每个结点储存这个结点下子树的大小，可以用来实现顺序统计树操作。优势在于占用空间相对较小。
- 2-3树：其内部节点（存在子节点的节点）要么有2个孩子和1个数据元素，要么有3个孩子和2个数据元素，叶子节点没有孩子，并且有1个或2个数据元素。2–3树和AA树是等距同构的，换句话说，对于每个2–3树，都至少有1个AA树和它的元素排列是相同的。
- AA树：AA树是红黑树的一种变种，是Arne Andersson教授在1993年年在他的论文"Balanced search trees made simple"中介绍，设计的目的是减少红黑树考虑的不同情况，区别于红黑树的是，AA树的红节点只能作为右叶子，从而大大简化了维护2-3树的模拟。
- 替罪羊樹：其平衡基于部分重建，在非平衡的二叉搜索树中，每次操作以后检查操作路径，找到最高的满足左右子树大小大于平衡因子（alpha）乘以自身大小的结点，重建整个子树。这样就得到了替罪羊树，而被重建的子树的原来的根就被称为替罪羊节点。

## 其他类型
以下数据结构支持平衡树大多数操作，但实现有根本不同:
- 跳表
- 有序向量
- 值域线段树
- 数字搜索树（DigitalSearchTree）

## 应用
用于表示有序的线性数据结构，如优先队列、关联数组、键(key)-值(value)的映射等。自平衡的二叉查找树与哈希表的相比，各有优缺。平衡树在按序遍历所有键值时是量级最优的，哈希表不能。自平衡二叉查找树在查找一个键值时，最坏情况下时间复杂度优于哈希表， {\displaystyle O(\log n)}对比{\displaystyle O(n)}；但平均时间复杂度逊于hash表，{\displaystyle O(\log n)}对比{\displaystyle O(1)}。
平衡树的排序方法，虽然在平均时间复杂度上也是{\displaystyle O(n\log n)}，但由于cache性能、树的调整操作等，性能上不如快速排序、堆排序、归并排序等同为{\displaystyle O(n\log n)}复杂度的排序。